# Божи (Саона и Лоара)
Божи (фр. Baugy) насеље је и општина у источном делу централне Француске у региону Бургоња, у департману Саона и Лоара која припада префектури Шарол.
По подацима из 2011. године у општини је живело 525 становника, а густина насељености је износила 41,63 становника/km². Општина се простире на површини од 12,61 km². Налази се на средњој надморској висини од 256 метара (максималној 304 m, а минималној 238 m).

## Демографија
| 1962. | 1968. | 1975. | 1982. | 1990. | 1999. | 2011. |
| ----- | ----- | ----- | ----- | ----- | ----- | ----- |
| 330   | 333   | 360   | 411   | 458   | 478   | 525   |

График промене броја становника у току последњих година